# سبدنشین پشت‌قهوه‌ای
سبدنشین پشت‌قهوه‌ای (نام علمی: Cisticola discolor) نام یک گونه از سرده سبدنشین است.